# 221. Infanterie-Division (Deutsches Kaiserreich)
Die 221. Infanterie-Division war ein Großverband der Preußischen Armee innerhalb des Deutschen Heeres im Ersten Weltkrieg.

## Geschichte
Die Division wurde am 22. September 1916 an der Westfront zusammengestellt und war dort bis Ende des Ersten Weltkriegs im Einsatz. Nach Kriegsende erfolgte die Räumung des besetzten Gebietes, der Marsch in die Heimat sowie die dortige Demobilisierung und schließliche Auflösung. Einziger Kommandeur des Großverbandes war der preußische Generalmajor/Generalleutnant Siegfried von La Chevallerie.

### Gefechtskalender

#### 1916
- 26. September bis 19. Oktober – Kampf im Argonner Wald
- 22. Oktober bis 26. November – Schlacht an der Somme
- ab 27. November – Stellungskämpfe an der Somme

#### 1917
- bis 15. März – Stellungskämpfe an der Somme
- 16. März bis 11. April – Kämpfe vor der Siegfriedfront
- 12. April bis 8. Mai – Frühjahrsschlacht bei Arras
- 09. Mai bis 11. Juni – Kämpfe vor der Siegfriedfront
- 11. bis 20. Juni – Reserve der Heeresgruppe „Kronprinz Rupprecht“
- 20. Juni bis 11. August – Schlacht in Flandern
- 13. bis 16. November – Stellungskämpfe in der Champagne
- 16. bis 22. November – Schlacht in Flandern
- 22. bis 29. November – Schlacht von Cambrai
- ab 22. November – Kämpfe in der Siegfriedstellung

#### 1918
- bis 31. Januar – Kämpfe in der Siegfriedstellung
- 01. Februar bis 20. März – Stellungskämpfe im Artois und Aufmarsch zur Großen Schlacht in Frankreich
- 21. März bis 6. April – Große Schlacht in Frankreich
- 07. April bis 23. Juli – Kämpfe zwischen Arras und Albert
- 24. bis 27. Juli – Kämpfe an der Ancre, Somme und Avre
- 28. Juli bis 7. August – Kämpfe an der Avre und an der Matz
- 09. bis 10. August – Abwehrschlacht zwischen Somme und Avre
- 10. August bis 3. September – Abwehrschlacht zwischen Somme und Oise
- 04. bis 18. September – Kämpfe vor der Siegfriedfront
- 19. September bis 9. Oktober – Abwehrschlacht zwischen Cambrai und St. Quentin
- 10. Oktober bis 4. November – Kämpfe vor und in der Hermannstellung
- 05. bis 11. November – Rückzugskämpfe vor der Antwerpen-Maas-Stellung
- ab 12. November – Räumung des besetzten Gebiets und Marsch in die Heimat

## Kriegsgliederung vom 1. Mai 1918
- 1. Reserve-Ersatz-Brigade
  - Reserve-Ersatz-Regiment Nr. 1
  - Infanterie-Regiment „von Boyen“ (5. Ostpreußisches) Nr. 41
  - Reserve-Infanterie-Regiment Nr. 60
  - MG-Scharfschützen-Abteilung Nr. 21
  - 1. Eskadron/Reserve-Ulanen-Regiment Nr. 2
- Artillerie-Kommandeur Nr. 221
  - Feldartillerie-Regiment Nr. 273
  - Fußartillerie-Bataillon Nr. 40
- Pionier-Bataillon Nr. 221
- Divisions-Nachrichten-Kommandeur Nr. 221